# Abu-Hafs Úmar ibn Jami
Abu-Hafs Úmar ibn Jami (àrab: أبو حفص عمر بن جميع, Abū Ḥafṣ ʿUmar b. Jamīʿ) fou un savi ibadita originari del Jabal Nafusa, regió de la Líbia actual, dels segles xiv i xv.
Va traduir a l'àrab l'aqida dels ibadites del Magrib, que estava escrita principalment en llengua amaziga. La seva traducció estava en ús a l'illa de Djerba al segle xvi i en altres comunitats ibadites del Magrib (al Mzab) excepte al Djabal Nafusa, i és considerat el catecisme dels ibadites magribins.